# Legendary (programa de televisión)
Legendary es una competencia de telerrealidad de voguing estadounidense retransmitida como programa de televisión, que explora el mundo de la Cultura ball. Se estrenó en HBO Max el 27 de mayo de 2020. El programa sigue el desempeño de varias casas de la escena ball room durante toda la temporada (8 casas en la temporada 1, 10 casas en las temporadas 2 y 3).
Cada semana se propone una temática para el ball, donde las casas compiten por ser la casa superior. Al final de cada episodio, las dos casas con peor puntuación eligen a uno de sus miembros para defenderla en una batalla de vogue en la que los jueces elegirán qué casa sigue compitiendo y qué casa queda eliminada del programa.
La casa ganadora de la temporada se llevará un premio de 100.000 dólares.
El programa fue elogiado por GLAAD por presentar artistas queer y trans "de la escena ball de Nueva York".
En julio de 2020, HBO Max renovó la serie para una segunda temporada. El 17 de abril de 2021, HBO Max anunció que la segunda temporada se estrenaría el 6 de mayo de 2021.
En junio de 2021, HBO Max renovó la serie por tercera temporada. El 27 de abril de 2022, HBO anunció que la tercera temporada se estrenaría el 19 de mayo de 2022.

## Reparto
Cada episodio presenta entrenadores de moda y rendimiento responsables de pulir el aspecto y los movimientos de las casas en la pista de baile.
- Dashaun Wesley como maestro de ceremonias
- MikeQ como DJ
- Johnny Wujek como entrenador de moda
- Tanisha Scott como entrenadora de rendimiento
  - Jamari Balmain como coreógrafo asistente (temporada 2)

| Juez                | Temporada | Temporada | Temporada |
| Juez                | 1         | 2         | 3         |
| ------------------- | --------- | --------- | --------- |
| Jameela Jamil       | Principal | Principal | Principal |
| Law Roach           | Principal | Principal | Principal |
| Leiomy Maldonado    | Principal | Principal | Principal |
| Megan Thee Stallion | Principal | Principal |           |
| Keke Palmer         |           |           | Principal |

## Formato
Los concursantes compiten en grupos llamados Casas, de los cuales los miembros actúan individualmente o en grupos en categorías preasignadas frente a un panel de jueces. Para las temporadas 1 y 2, cada Casa puede incluir cinco miembros, incluido un líder llamado Madre o Padre de la Casa. El panel está compuesto por cuatro jueces permanentes y un quinto juez invitado que cambia en cada episodio.
La mayoría de las categorías involucran una ronda de clasificación, en la que el miembro o grupo que representa a cada casa actúa primero para los jueces, quienes según la terminología del salón de baile muestran su aprobación dándoles un "diez", o su desaprobación dándoles un "corte". Para avanzar, un concursante no debe recibir corte de ningún juez. En la segunda ronda, los concursantes se enfrentan entre sí en batallas eliminatorias hasta que solo queda uno de ellos, quien es nombrado ganador de la categoría. El ganador de cada batalla se decide por mayoría de votos de los jueces.
Como excepción, cuando una categoría involucra a todos los miembros de una Cámara, en lugar de una ronda de clasificación y una ronda de batalla, cada casa se presenta frente a los jueces y recibe críticas, y luego se determina un ganador por consenso de los jueces.
Después de que se juzgan todas las categorías, los jueces deliberan para decidir qué Casa tuvo el mejor desempeño en general y nombrarla Casa Superior de la Semana, y qué dos Casas tuvieron el peor desempeño. La Madre o el Padre de cada Casa en la parte inferior nombra a un miembro de la Casa para participar en una batalla de redención de vogue que será decidida por los jueces. La Casa del ganador de la batalla de redención puede permanecer en la competencia, mientras que la Casa del perdedor de la batalla es eliminada.
En la segunda temporada, se introdujo un cambio de formato, los jueces calificaron cada actuación y la suma de las puntuaciones de los jueces se utilizó para determinar la posición de las Casas.